# غرمة (إيران)
غرمة (بالفارسية: گرمه) هي منطقة سكنية تقع في إيران في خراسان شمالي. يقدر عدد سكانها بـ 24,368 نسمة .